# Gant-Wevelgem 2010
La Gant-Wevelgem 2010 fou la 72a edició de la clàssica belga Gant-Wevelgem i es disputà el 28 de març de 2010 sobre un traçat de 219 km totalment redissenyat en els darrers quilòmetres respecte edicions anteriors, amb un pas per França per ascendir dues vegades el Mont des Cats i el Mont Noir. Aquesta cursa era la sisena del Calendari mundial UCI 2010.
Bernhard Eisel superà a l'esprint a Sep Vanmarcke, Philippe Gilbert i George Hincapie que formaven part d'una escapada de deu que s'havia format a manca de 45 km. En aquesta mateixa escapada també hi havia Óscar Freire, però a 7 km de l'arribada quedà despenjat.

## Equips participants
En aquesta edició hi prenen part 25 equips, 18 de la categoria ProTour i 7 continentals:
- Equips ProTour: Ag2r-La Mondiale, Astana Qazaqstan Team, Caisse d'Epargne, Euskaltel–Euskadi, Footon-Servetto-Fuji, FDJ, Garmin-Transitions, Lampre-Farnese Vini, Liquigas-Doimo, Omega Pharma-Lotto, Quick Step, Rabobank ProTeam, Team Sky, Team HTC-Columbia, Team Katusha, Team Milram, Team RadioShack i Team Saxo Bank

- equips continentals: Acqua & Sapone, BMC Racing Team, Cervélo TestTeam, Landbouwkrediet, Skil-Shimano, Topsport Vlaanderen-Mercator i Vacansoleil

### Recorregut
Tot i que inicialment es va anunciar una cursa sobre 257 quilòmetres, finalment la distància recorreguda fou de 219 quilòmetres.
Durant el recorregut s'havien de superar 8 cotes diferents, que s'havien de pujar en dues ocasions, per a un total de 16 ascensions. Totes elles es troben concentrades en tan sols 80 quilòmetres:
| Núm. | Nom           | Quilòmetres | Llargada (m) | Pendent mitjana |
| ---- | ------------- | ----------- | ------------ | --------------- |
| 1    | Scherpenberg  | 105 i 149   | 800          | 9,1%            |
| 2    | Mont des Cats | 125 i 167   | 1.500        | 9%              |
| 3    | Berthen       | 127 i 169   |              |                 |
| 4    | Mont Noir     | 132 i 173   |              |                 |
| 5    | Baneberg      | 135 i 176   | 300          | 10%             |
| 6    | Rodeberg      | 136 i 177   | 2.000        | 4,4%            |
| 7    | Monteberg     | 141 i 183   | 1.000        | 7,3%            |
| 8    | Mont Kemmel   | 143 i 184   | 2.500        | 4,4%            |

## Classificació final
|    | Ciclista         | Equip                        | Temps      |
| -- | ---------------- | ---------------------------- | ---------- |
| 1  | Bernhard Eisel   | Team HTC-Columbia            | 5h 16' 21" |
| 2  | Sep Vanmarcke    | Topsport Vlaanderen-Mercator | m. t.      |
| 3  | Philippe Gilbert | Omega Pharma-Lotto           | m. t.      |
| 4  | George Hincapie  | BMC Racing Team              | m. t.      |
| 5  | Daniel Oss       | Liquigas-Doimo               | + 02"      |
| 6  | Jürgen Roelandts | Omega Pharma-Lotto           | + 07"      |
| 7  | Maksim Iglinski  | Astana Qazaqstan Team        | + 51"      |
| 8  | Matti Breschel   | Team Saxo Bank               | + 1' 01"   |
| 9  | Tyler Farrar     | Garmin-Transitions           | m. t.      |
| 10 | Luca Paolini     | Acqua & Sapone               | m. t.      |

## Punts UCI
| #  | Ciclista         | Equip | Punts |
| -- | ---------------- | ----- | ----- |
| 1  | Bernhard Eisel   | THR   | 80    |
| 2  | Sep Vanmarcke    | TSV   | 60    |
| 3  | Philippe Gilbert | OLO   | 50    |
| 4  | George Hincapie  | BMC   | 40    |
| 5  | Daniel Oss       | LIQ   | 30    |
| 6  | Jurgen Roelandts | OLO   | 22    |
| 7  | Maksim Iglinski  | AST   | 14    |
| 8  | Matti Breschel   | SAX   | 10    |
| 9  | Tyler Farrar     | GRM   | 6     |
| 10 | Luca Paolini     | ASA   | 2     |

| # | Equip                        | Punts |
| - | ---------------------------- | ----- |
| 1 | Team HTC-Columbia            | 80    |
| 2 | Omega Pharma-Lotto           | 72    |
| 3 | Topsport Vlaanderen-Mercator | 60    |
| 4 | BMC Racing Team              | 40    |
| 5 | Liquigas-Doimo               | 30    |
| 6 | Astana Qazaqstan Team        | 14    |
| 7 | Team Saxo Bank               | 10    |
| 8 | Garmin-Transitions           | 6     |
| 9 | Acqua & Sapone               | 2     |

| # | País         | Punts |
| - | ------------ | ----- |
| 1 | Bèlgica      | 132   |
| 2 | Àustria      | 80    |
| 3 | Estats Units | 46    |
| 4 | Itàlia       | 32    |
| 5 | Kazakhstan   | 14    |
| 6 | Dinamarca    | 10    |